# Petrus Geeraerts
Petrus (Pieter) Geeraerts (Kessel-Lo, 1779 of 1780 - Wilsele, 10 maart 1847) was een Belgisch brouwer en burgemeester van Wilsele van 1831 tot 1836.

## Biografie
In 1680 richtte de familie Geeraerts de eerste commerciële bierbrouwerij van Wilsele op, genaamd "Den Draeck" (gestopt in 1948). Daarvoor was er vermoedelijk al een kleinere brouwerij operationeel. Een van de telgen uit deze familie was brouwer Pieter Geeraerts. Hij huwde op 14 november 1815 met Barbara Overloop (1781-1862) en kreeg meerdere kinderen.
Na de dood van Hendrik Bosmans, die 30 jaar lang burgemeester van Wilsele was, werd Petrus Geeraerts in 1831 verkozen tot burgemeester. Hij bekleedde de functie 5 jaar om daarna opgevolgd te worden door de zoon van zijn voorganger, Philippe Bosmans. Zijn echtgenote nam na zijn dood de brouwerij over.
Pieter Geeraerts' kleinzoon, die naar hem werd vernoemd, Petrus Joannes Geeraerts was tevens burgemeester van Wilsele en dit van 1885 tot 1901. Daarnaast was zijn achterachterkleinzoon Jozef Hendrik Fonteyn oorlogsburgemeester van 1942 tot 1944. Fonteyn werd aangesteld door de Duitse bezetter.

## Trivia
- Pieter Geeraerts was een godvruchtig man en was lid van verschillende religieuze genootschappen, waaronder het "Geestelijk Genootschap tot uytroeying van het vloeken en Godslastering".
- Zowel Geeraerts als zijn echtgenote kregen later een straatnaam in Wilsele naar zich vernoemd. Respectievelijke de Petrus Geeraertslaan en de Overloopstraat. Ook een straatnaam herinnerde aan hun brouwerij, de Draaklaan. Deze drie straten liggen alle drie dicht bij elkaar.